# Barbu Alinescu
Barbu E. Alinescu (n. 20 ianuarie 1890, București, România – d. 30 noiembrie 1952, București, România) a fost un general român, care a luptat în cel de-Al Doilea Război Mondial.

## Studii
Barbu Alinescu a urmat Școala de Ofițeri de Artilerie și Geniu 1908 - 1910, Școala Specială de Geniu, Școala de Tragere a Infanteriei, Școala Superioară de Război 1919 - 1921, curs de organizarea transmisiunilor Școala Versailles 1925

## Grade militare
- iulie 1910 - sublocotenent,
- octombrie 1913 - locotenent,
- noiembrie 1916 - căpitan,
- septembrie 1917 - maior,
- iulie 1927 - locotenent colonel,
- ianuarie 1934 - colonel,
- octombrie 1939 - general de brigadă,
- octombrie 1942 - rezervă

## Funcții
- 1932 - Comandant provizoriu al Regimentului 2 Căi Ferate, a luat parte la Manevrele Regale;
- 1934 - Comandantul Școlii de Aplicații pentru Geniu;
- 1936 - Comandantul Regimentului 5 Pionieri;
- 1936 - Comandant la Centrul de Instrucție al Geniului;
- 1939 - Comandantul Brigăzii 1 Pionieri;
- 15 iulie 1942 - Comandantul Transmisiunilor;
- 1 august 1942 - Comandant al Diviziei 4 Infanterie.
- 1944 - Director al Inspectoratului General al Pregătirii Premilitare și Educației Extrașcolare; Secretar General al Subsecretariatului de Stat al Educației Extrașcolare

Pe 27 noiembrie 1942 a fost trecut în rezervă, alături de alți generali, de Mareșalul Antonescu pentru incapacitate, corupție sau vinovați de retragerea haotică din Basarabia,
A participat la Campania din 1913 (Bulgaria – la Bicla Slatina – comandant de pluton în Compania 2 Pionieri);
Campania 1916 – 1918 la Turtucaia apoi lucrări Fluviale la Zimnicea (Petroșani). 
A decedat la 30 noiembrie 1952, la București.

## Decorații
- Medalia "Avântul Țărei” din 1913;
- Medalia "Crucea Comemorativă” a războiului 1916 – 1918 cu bretea Turtucaia;
- Medalia "Victoria”;
- "Semnul Onorific de Aur pentru 25 ani Serviciu”;
- Ordinul „Coroana României” în gradul de Comandor cu însemne militare (9 mai 1941)[3]
- Ordinul "Steaua României” clasa a IV-a de Pace.